# دار اللكمة (المفلحي)

تعديل مصدري - تعديل

دار اللكمة هي إحدى قرى عزلة المفلحي بمديرية المفلحي التابعة لمحافظة لحج، بلغ تعداد سكانها 60 نسمة حسب تعداد اليمن لعام 2004.